# اوستریوتلاند

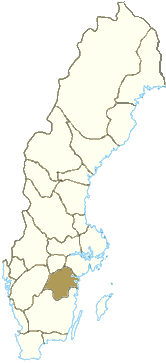
موقعیت اوستریوتلاند در سوئد

اوستریوتلاند (به سوئدی: Östergötland) یکی از استان‌های سوئد است که در جنوب این کشور قرار دارد و با استان‌های سودرمانلاند، نرکه، وسترگوتلاند، اسملاند و دریای بالتیک هم مرز است. در ادبیات قدیمی‌تر انگلیسی این استان شاید به نام (Latinized Ostrogothia) شناخته شود. از غرب به شرق و در میان این استان دشت‌های همواری وجود دارد که به صورت عمده برای کشاورزی استفاده می شود. اما در جنوب ارتفاعات و ناهمواری‌هایی به صورت تپه‌ها و دریاچه‌ها وجود دارد.

## نگارخانه

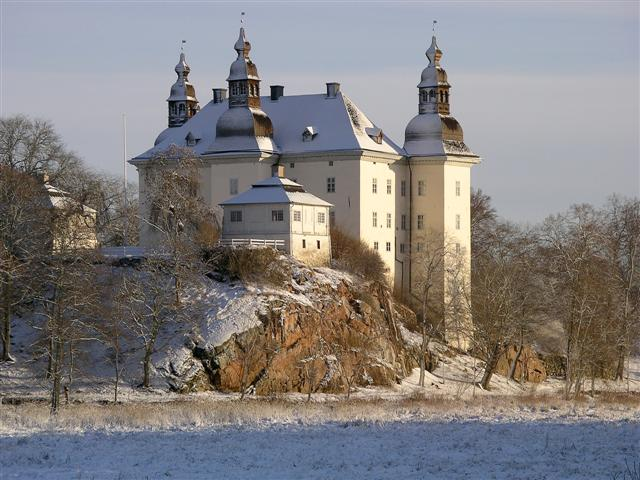
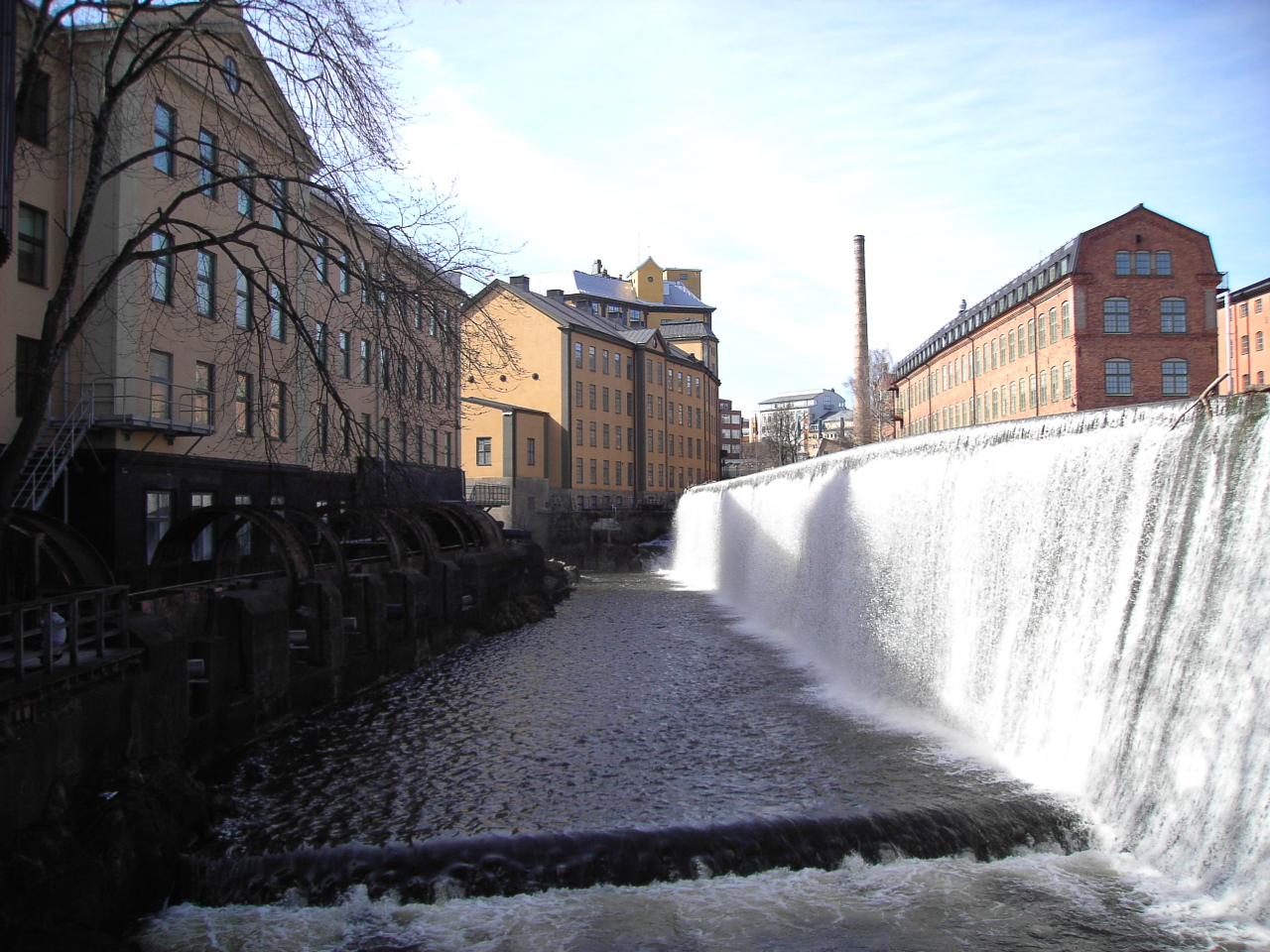
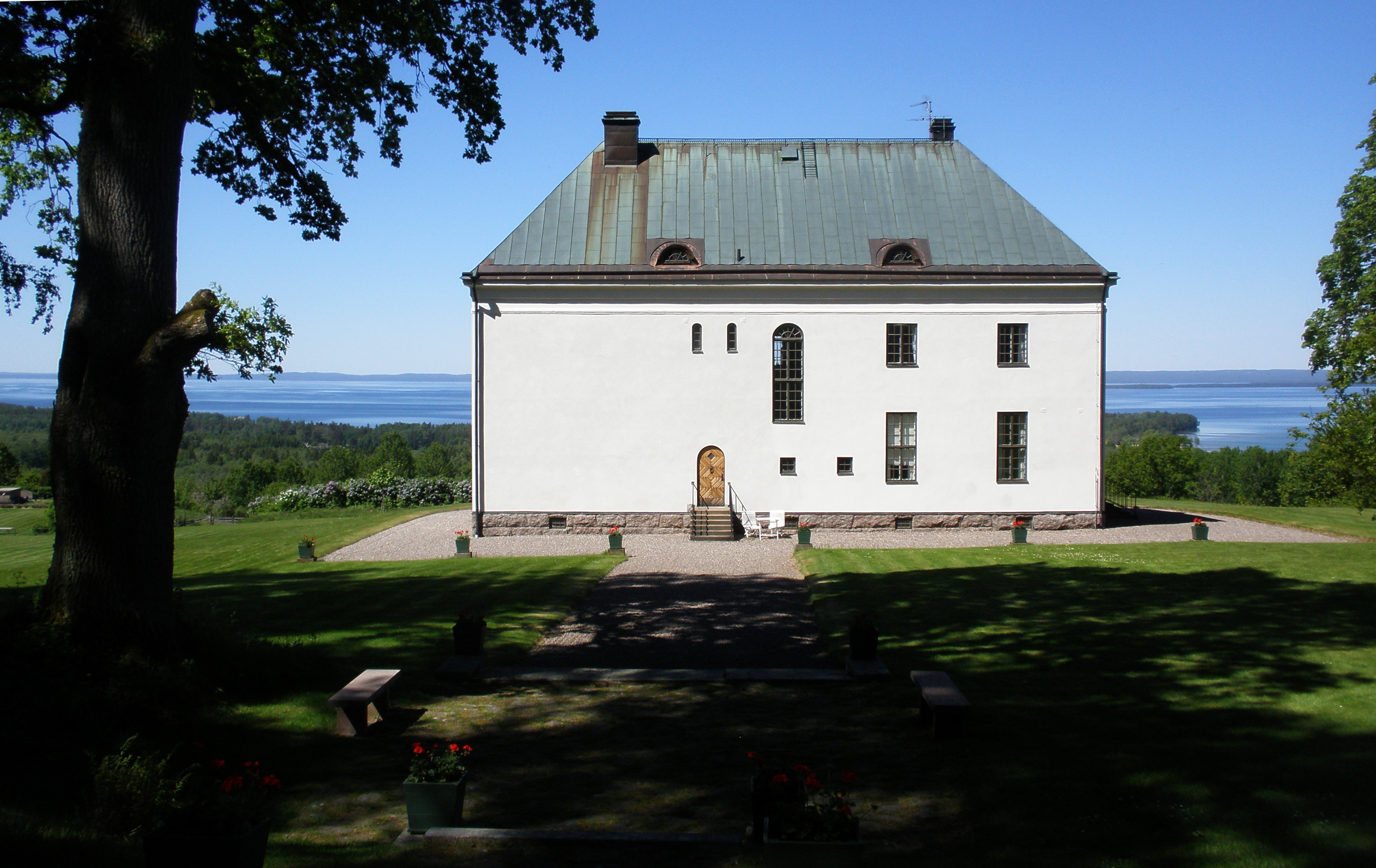
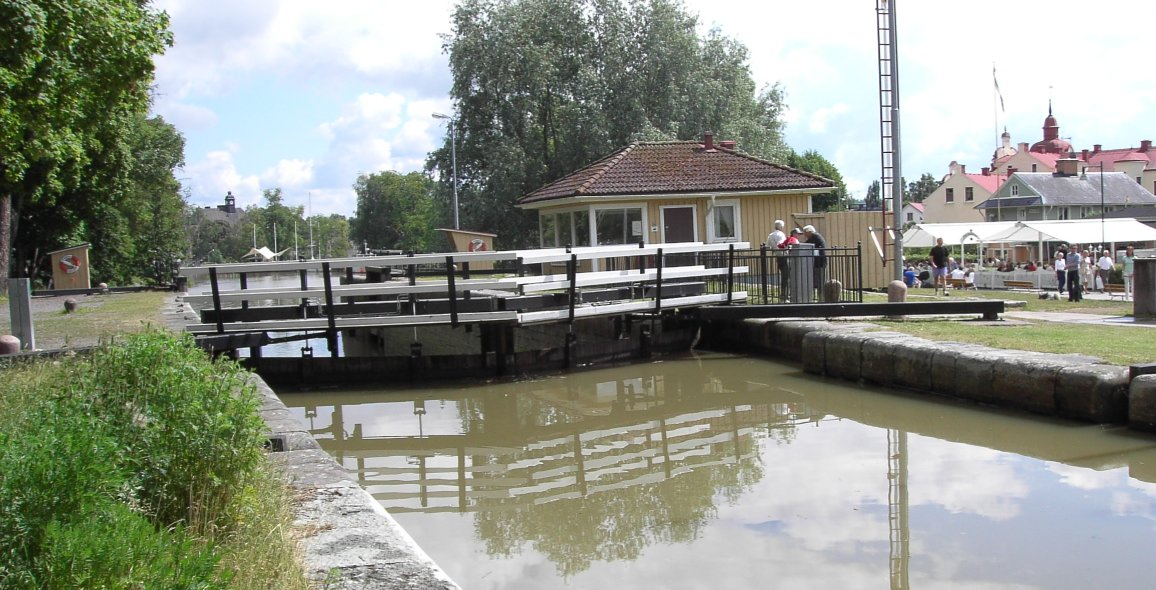
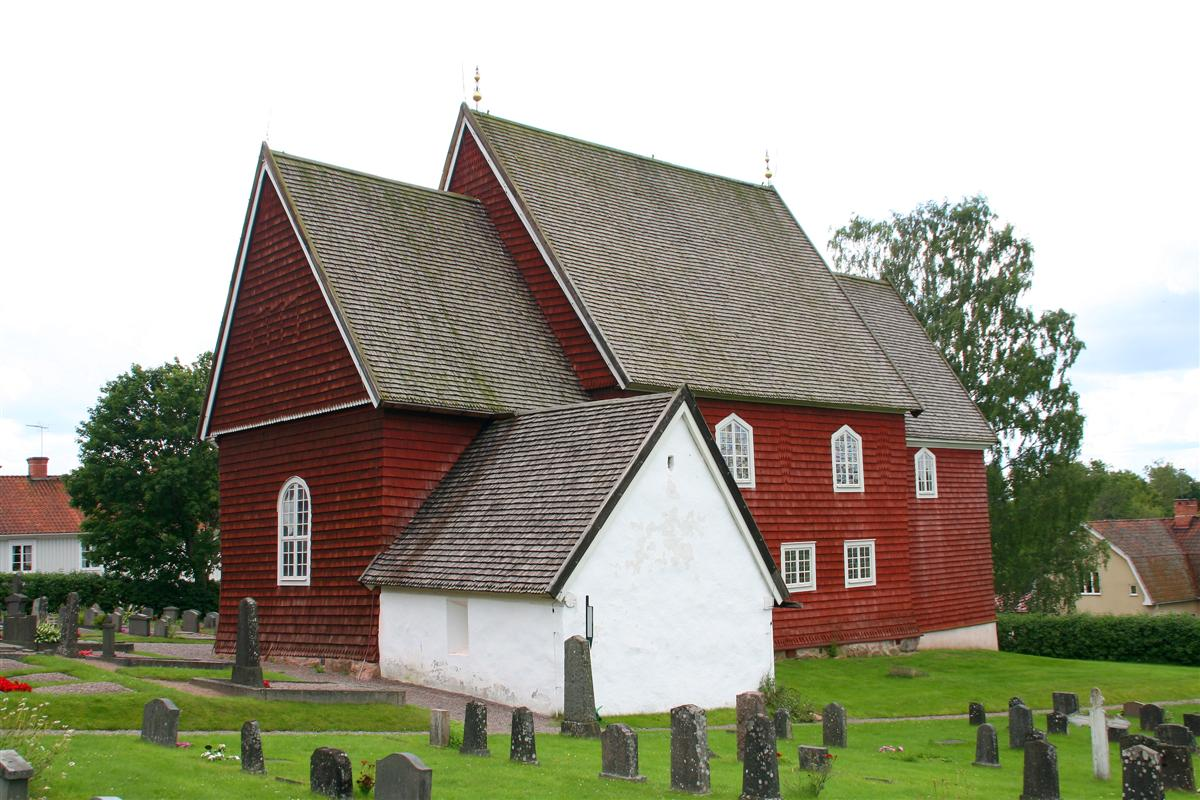
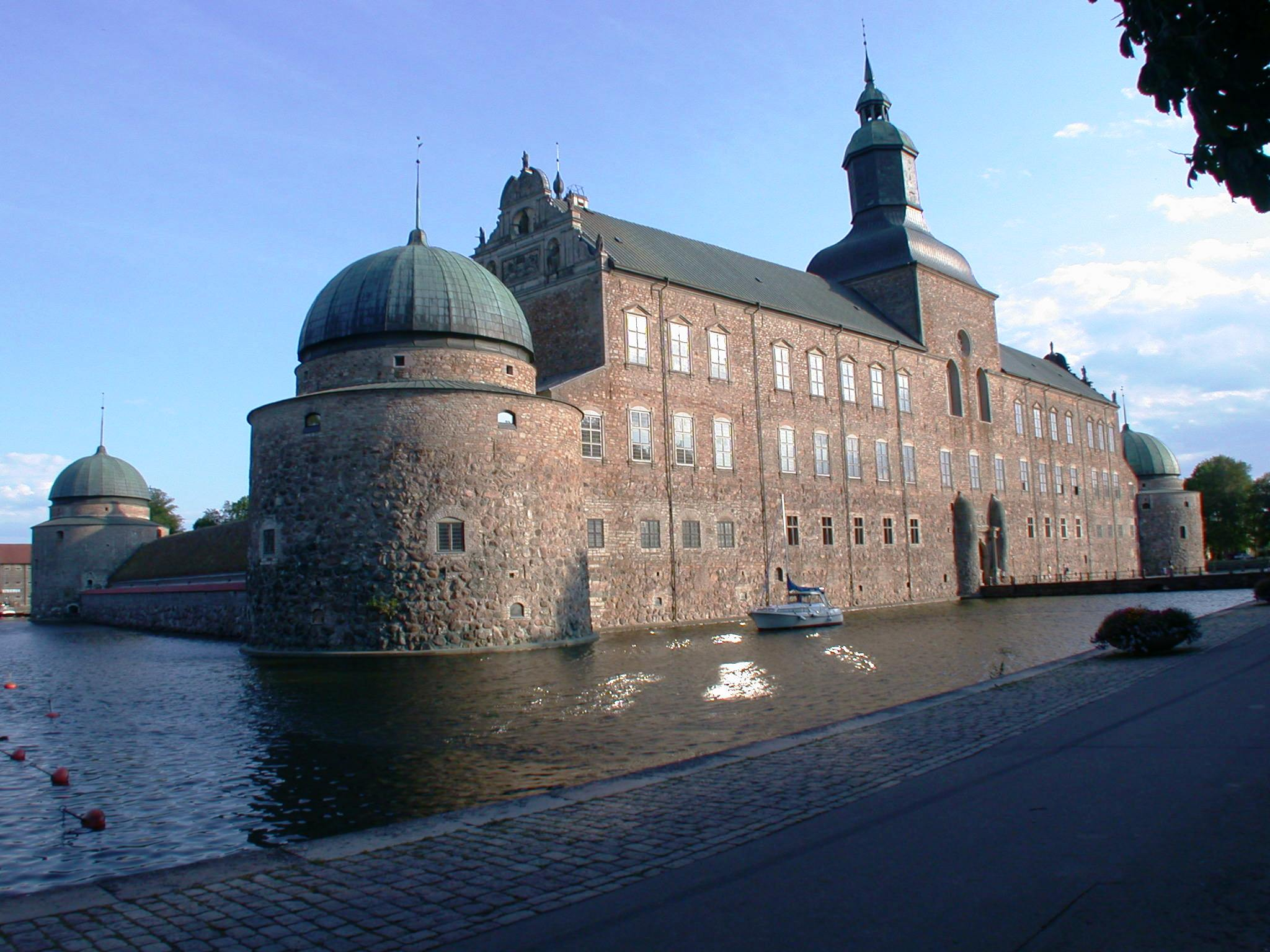
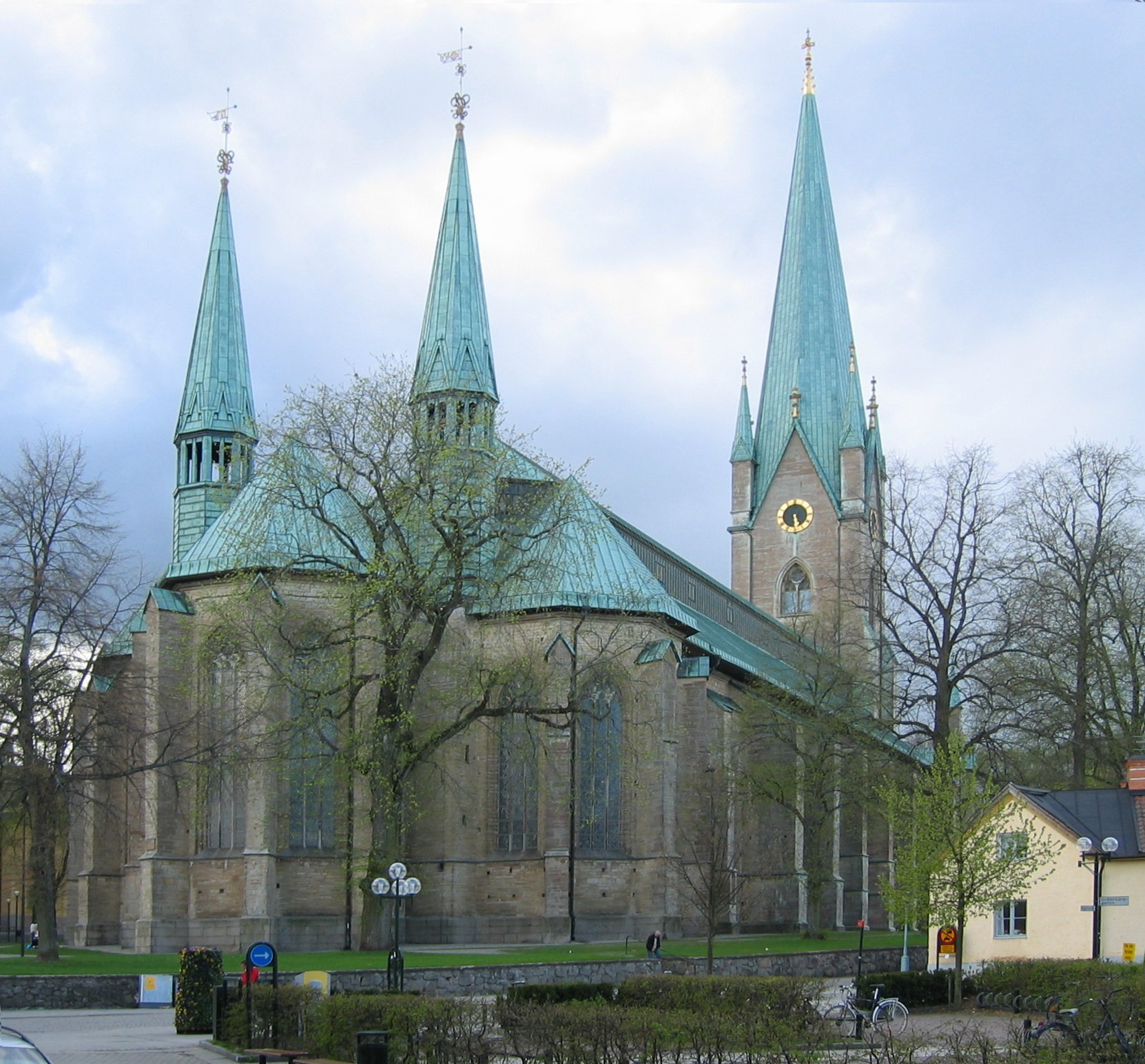
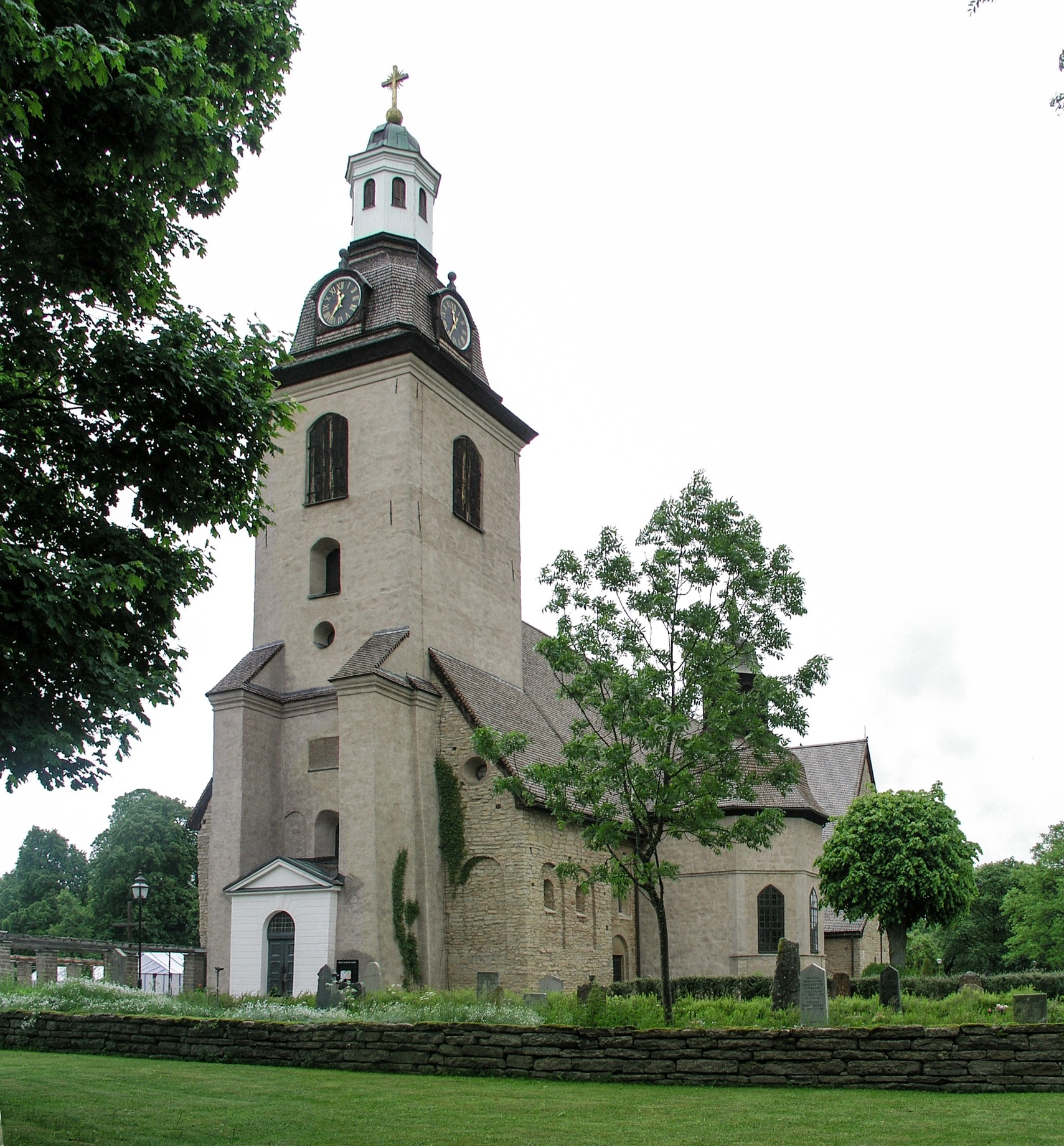